# Грейс Кунард
Грейс Кунард (англ. Grace Cunard, урождённая Харриет Милдред Джеффрис (англ. Harriet Mildred Jeffries), 8 апреля 1893 — 19 января 1967) — американская актриса, сценарист, продюсер и кинорежиссёр времён немого кино.
На киноэкранах она начала появляться уже в подростковом возрасте на ролях второго плана. Популярность к ней пришла в середине 1910-х годов с ролями в фильмах «Гордость юга» (1913) и «Люси Лав, девушка-загадка» (1914). Помимо актёрской работы, Кунард проявила себя в качестве сценариста и режиссёра. С период с 1912 по 1917 год она написала около сотни сценариев для кинофильмов, среди которых вестерны «Этюд в багровых тонах» (1914) и «Торнадо» (1917). В то же время на экраны вышло одиннадцать кинолент, режиссёром которых выступила Кунард. Свои последние крупные роли актриса сыграла в фильмах «Ас Скотленд-Ярда» (1929) и «Воскресение» (1931), после чего до завершения свой карьеры в 1946 году довольствовалась лишь второстепенными ролями.
Актриса дважды была замужем. В 1925 году, после развода с актёром Джо Муром, она вышла замуж за каскадера Джека Тайлера, с которым прожила всю оставшуюся жизнь. Грейс Кунард умерла в 1967 году от рака в Вудленд-Хиллз в возрасте 73 лет и была похоронена на мемориальном кладбище в калифорнийском городе Четсворт. Её муж умер год спустя и был похоронен рядом с ней.